# Romy Rebolledo
Romy Rebolledo Leyton (Santiago, 31 de octubre de 1960) es una ingeniera comercial y política chilena, miembro del Partido por la Democracia (PPD).

## Biografía
Nació en Santiago, el 31 de octubre de 1960. Hija de David Rebolledo y María Veriana Leyton.
Estuvo casada con Javier Brito y tiene una hija.
Los estudios primarios los hizo en el Colegio María Auxiliadora de Molina, mientras que los secundarios en la Alianza Francesa de Curicó. Tras finalizar su etapa escolar, ingresó a la Pontificia Universidad Católica de Chile, donde se tituló de ingeniero comercial con mención en Economía; y cursó un magíster en sociología con mención en Planificación Social.
En el ámbito laboral, se desempeñó como docente de economía en el Instituto Profesional del Maule y en la Universidad de Talca. Trabajó en una Fundación del Obispado, Centro Regional de Asistencia Técnica y Empresarial (CRATE), organismo asociado con una agrupación de los jesuitas para la educación. Después de su paso por la Cámara de Diputados, se ha dedicado a hacer clases en la Universidad en Talca y retomó el trabajo en la Fundación CRATE del Obispado, en tiempo parcial.

## Carrera política
Se inscribió en el Partido por la Democracia (PPD). Participó en el plebiscito de 1988, colaborando como apoderada del «No».
En el año 1990 fue nombrada, por el presidente Patricio Aylwin, como Secretaria Regional Ministerial de Economía de la región del Maule, cargo que ocupó hasta 1993. Durante su ejercicio impulsó el Programa de Capacitación para Jóvenes Rurales.
En diciembre de 1993 presentó su candidatura a diputado por el Distrito N.°38, comunas de Curepto, Constitución, Empedrado, Pencahue, Maule, San Clemente, Pelarco y Río Claro, en representación del PPD. Resultó elegida, período 1994 a 1998; integró la Comisión Permanente de Trabajo y Seguridad Social y la de Hacienda. No fue a la reelección para el siguiente período, por motivos personales justificados.
Para el 2021, y ya habiendo renunciado al PPD, intentó postular como concejal por Talca en cupo Evopoli para las elecciones municipales del 2021, sin resultar electa.

## Historial electoral

### Elecciones parlamentarias de 1993
- Elecciones parlamentarias de 1993, para el Distrito 38, Curepto, Constitución, Empedrado, Pencahue, Maule, San Clemente, Pelarco y Río Claro[1]

### Elecciones municipales de 2021
- Elecciones municipales de 2021, por el concejo municipal de Talca[2]